# اعتراضات ۱۴۰۲ دانشجویان و دانش‌آموزان ایران
اعتراضات ۱۴۰۲ دانشجویان و دانش‌آموزان ایران شامل اعتراضات دانشجویان و دانش‌آموزان دختر و پسر معترض در دانشگاه‌ها و مدارس ایران است که در اعتراض به اعدام، زندان و سرکوب مردم و دانشجویان و دانش آموزان، مانند احضار، تعلیق، اخراج و محرومیت از تحصیل کسانی که با اعتراضات و اعتصابات و تظاهرات مسالمت‌آمیز همراهی می‌کردند، می‌باشد. به عنوان مثال در دانشگاه‌ها نهادهای حکومتی به منظور جلوگیری از اعتراضات، بیش از ۳۱۲۶ دانشجو و ۳۱ استاد دانشگاه را به دلیل رویکرد اعتراضی و انتقادی آنها نسبت به حکومت، از جمله همراهی با تظاهرات مسالمت آمیز و اعتصابات در یکسال اخیر، به طرق متفاوتی مانند ممنوعیت از ورود به دانشگاه، احضار، بازداشت، محرومیت از تحصیل و اخراج، محکوم کرده‌اند.
دانشجویان معترض دارای محکومیت انضباطی در دانشگاه بهشتی امکان استفاده از ورود به مقاطع بالاتر تحصیلی را ندارند. بر اساس گزارش تشکل دانشجویی «دانشجویان متحد» با شروع سال تحصیلی ۱۴۰۲ ثبت نام بعضی از این دانشجویان برای تکمیل تحصیلات آنها لغو شده و بعضاً حتی بعد از ثبت نام و دریافت شمارهٔ دانشجویی، دانشجو را از تحصیل محروم کرده‌اند.

## اعتراضات

#### ۱۲ فروردین
دانشجویان مجسمه‌سازی دانشگاه هنر تهران در یک اقدام جمعی اعلام کردند تا وقتی که دانشجویان در بازداشت یا ممنوع‌الورود هستند، به سر کلاس نخواهند رفت. همچنین شورای صنفی دانشجویان دانشگاه حکیم سبزواری در ۶ بهمن سال گذشته، طی نامه‌ای خطاب به رئیس این دانشگاه حکم تعلیق حسن باقری‌نیا را ناعادلانه توصیف نمود.

#### ۲۲ فروردین
امیرحسین مرادی و علی یونسی در سومین سالگرد زندانی شدن خود، طی ارسال پیامی به مردم ایران نوشتند: «این دیوارها در دل خود میزبان انسان‌های عاشقی بودند که برای آزادی ایران به استقبال سختی‌ها رفتند و با ایستادگی‌شان زندان اوین را تبدیل به نمادی مشترک از سرکوب در دو دیکتاتوری کردند.» آنها در این پیام اضافه کردند: «ما در پس رنج‌ها و سختی‌های این سالیان به فرارسیدن لحظه‌های شادی حقیقی، به طلوع زیبای صبح آزادی و به تحقق ایرانِ آزادِ آزاد یقین داریم.» شوراهای صنفی دانشجویان کشور طی صدور اطلاعیه‌ای از «تعلیق و اخراج ۴۳۵ دانشجو در پی اعتراضات اخیر در سراسر کشور» خبر داد.

#### ۲۷ فروردین
در دانشکده‌های علوم اجتماعی، روان‌شناسی و علوم‌تربیتی دانشگاه تهران در اعتراض به سیاست‌های کنترل حجاب، سلب حق تحصیل و مسمومیت سریالی دختران دست به تجمع اعتراضی زدند.

#### ۴ اردیبهشت
سه دانشجوی دانشگاه علامه طباطبایی، هستی امیری، فرشته طوسی و ضیا نبوی در دادسرای اوین به اتهام تبلیغ علیه نظام تفهیم اتهام شدند. پرونده آنها به دنبال اعتراض‌شان به مسمومیت سریالی دانش آموزان مدارس دخترانه در ایران تشکیل شده است. به گزارش شوراهای صنفی دانشجویان کشور، زدوخورد شدیدی بر سر حجاب یکی از دانشجویان میان نیروهای حراست و دانشجویان دانشکده هنرهای زیبای دانشگاه تهران در محوطه این دانشکده رخ داد.

#### ۱۹ اردیبهشت
گروهی از دانشجویان دانشکده علوم پزشکی دانشگاه تهران در اعتراض به احضار بیشتر از ده تن از دانشجویان این دانشگاه به کمیته انضباطی در رابطه با حجاب، تحصن و اعتصاب کردند.

#### ۲۶ اردیبهشت
شوراهای صنفی دانشجویان گزارش داد که به دنبال درگیری مأموران حراست دانشگاه تهران با عده‌ای از دختران دانشجو، سایر دانشجویان در اعتراض به این اقدام، شعارهای ضد حکومتی مانند: «دانشجو می‌میرد، ذلت نمی‌پذیرد» و «این همه سال جنایت، مرگ بر این ولایت» سر دادند.

#### ۳۰ اردیبهشت
یک روز پس از اعدام زندانیان خانه اصفهان، در دانشگاه‌های تربیت مدرس، تهران، بهشتی و زنجان دانشجویان با پوشیدن لباس‌های سیاه، با پلاکاردهایی که در دست داشتند به تحصن پرداختند و نسبت به اجرای حکم اعدام سعید یعقوبی، صالح میرهاشمی و مجید کاظمی، در محوطه دانشگاه‌های خود تجمع اعتراضی برپا کردند. شوراهای صنفی دانشجویان کشور می‌گوید: «در دانشگاه بهشتی این تجمع از همان ابتدای شکل‌گیری با برخورد فیزیکی حراست دانشگاه و ضرب و شتم دانشجویان پسر و دختر به دست این نیروها، به خشونت کشیده شد.»، اما تجمع دانشجویان معترض با سر دادن شعارهایی از جمله «مرگ بر دیکتاتور»، «این همه سال جنایت، مرگ بر این ولایت» و «قسم به خون یاران ایستاده‌ایم تا پایان» ادامه یافت. دانشجویان دانشکده هنرهای زیبا در دانشگاه «تهران» نیز با پوشیدن لباس سیاه، در اعتراض به اعدام صالح میرهاشمی، مجید کاظمی و سعید یعقوبی تحصن کردند.

#### ۸ خرداد
بر اساس گزارش شوراهای صنفی دانشجویان کشور، حکومت جمهوری اسلامی، حداقل ۴۰ دانشجوی دختر دانشگاه هنر تهران را ممنوع‌الورود کرده است. این گزارش می‌افزاید که حراست این دانشگاه بدون تذکر قبلی و بدون هیچ سند و مدرکی مبنی بر تخلف این دانشجویان دست به این کار زده است. همچنین دو روز قبل هم حداقل ۲۰ دانشجوی ساکن در خوابگاه جلال آل احمد به مدت ۱۸ ماه از تحصیل منع و از خوابگاه اخراج شدند. در دانشگاه الزهرا نیز فعالان دانشجویی اعلام کردند که حداقل ۳۵ دانشجو به مدت یک تا دو ترم به دلیل عدم رعایت حجاب اجباری از تحصیل تعلیق شده‌اند.

#### ۱۱ خرداد
هفت ماه بعد از مرگ مشکوک زهرا جلیلیان، دانشجوی نخبه دانشگاه تهران، خانواده و وکیل وی به روزنامه «اعتماد» گفتند دانشگاه، بدون هیچ مدرکی، علت مرگ زهرا را خودکشی اعلام کرده است و علیرغم اینکه ساختمان ۱۳ دوربین دارد، حراست هیچ‌گاه فیلم دوربین‌ها را به ما نشان نداد. زهرا جلیلیان دانشجوی دکترای رشتهٔ برق دانشگاه تهران اهل اسلام‌آباد غرب دو روز قبل از مرگش گفته بود: «به کشفی رسیدم که جایزه نوبل فیزیک را می‌گیرد. می‌ترسم اگر کسی بفهمد، آن را به زور از چنگم خارج کنند یا بلایی سرم بیاورند». برادر زهرا گفته است که پزشکی قانونی و وکیل ادعای خودکشی وی را رد می‌کنند

#### ۱۴ خرداد
کانال‌های دانشجویان دانشگاه امیرکبیر، پلی‌تکنیک تهران، اعلام کردند که بصیر ابراهیم‌پور دانشجوی مهندسی مکانیک در دهم خرداد دچار حمله قلبی شد، اما با وجود اطلاع بلافاصله به «اورژانس دانشگاه»، پس از سپری شدن حدود ۴۵ دقیقه یک آمبولانس از خارج دانشگاه برای رسیدگی به حال این دانشجو وارد دانشگاه شد و تیم امدادی نتوانستند این دانشجو را از مرگ نجات دهند. در بیانیه شوراهای صنفی دانشجویان کشور با اشاره به «اطلاعیه هیئت رئیسه دانشگاه امیرکبیر»، آمده است: «ریاست و هیئت رئیسه دانشگاه امیرکبیر از اصلی‌ترین عوامل مقصر در مرگ این دانشجو هستند.»

#### ۱۶ خرداد
گروهی از دانشجویان کارورز دانشگاه علوم پزشکی کرمانشاه در اعتراض به محقق نشدن درخواست‌هایشان در برابر ساختمان مرکزی این دانشگاه تجمع اعتراضی برپا کردند.

#### ۲۴ خرداد
بر اساس گزارش شورای صنفی دانشجویان کشور پدرام معینی دانشجوی دکتری جامعه‌شناسی سیاسی دانشگاه آزاد واحد علوم تحقیقات دستگیر شد و پرهام نکوطلبان دانشجوی پزشکی دانشگاه علوم پزشکی قم نیز به سمنان تبعید گردید.

#### ۷ تیر
فعال دانشجویی، آرمیتا پاویر دانشجوی رشته زیست سلولی و مولکولی دانشگاه مدنی آذربایجان توسط نیروهای امنیتی در منزل شخصی خود دستگیر و به مکان نامعلومی برده شد.
جمعی از دانشجویان دانشگاه علامه طباطبایی در بیانیه‌ای در محکومیت خشونت علیه دانشجویان این دانشگاه نوشتند: «تمام اعمال دانشجویان، از شرکت در کلاس‌ها گرفته تا حضور در کتابخانه و سالن غذاخوری تحت فشار حراست قرار دارد .»

#### ۲۵ تیر
بر اساس گزارش شوراهای صنفی دانشجویان کشور، «ساغر رحیمی‌شاد» و «زینب کیا مفرد»، دو دانشجو کارشناسی رشته روزنامه‌نگاری دانشگاه علامه که قبلاً در کمیته انضباطی دانشگاه به دو ترم ممنوعیت از تحصیل محکوم شده بودند، تجدید حکم شده و در تاریخ ۱۲ تیر، از ورود به دانشگاه منع شده‌اند. همچنین حکم محرومیت از تحصیل علی اسماعیل فراهانی و علیرضا کاظمی مقدم نیز اجرا گردید.

#### ۲۱ مرداد
بنا بر اطلاع‌رسانی شوراهای صنفی دانشجویان کشور، دست‌کم ۲۰۰ نفر از دانشجویان دخترِ دانشگاه بوعلی همدان بدون اخطار از قبل از خوابگاه محروم شده‌اند.

#### ۲۴ مرداد
بنابر گزارش رسانه‌های دانشجویی، در طی روزهای اخیر نیروهای امنیتی و اطلاعاتی جمهوری اسلامی اقدام به احضار تلفنی و تهدید ده‌ها تن از دانشجویان دانشگاه‌های فردوسی مشهد، علامه، امیرکبیر، خواجه نصیر، تربیت مدرس و اصفهان کرده‌اند.

#### ۲ شهریور
شوراهای صنفی دانشجویان کشور طی یک گزارش کوتاه نوشته است که با توجه به نزدیک شدن به سالروز کشته‌شدن «مهسا (ژینا) امینی»، علی‌رغم اعلام قبلی مبنی‌بر اینکه شروع ترم ۲۵ شهریور خواهد بود، اما در اغلب دانشگاه‌های بزرگ کشور، تاریخ آغاز کلاس‌ها حداقل یک هفته به تعویق افتاده است.

#### ۶ شهریور
به دنبال گسترش موج تعلیق و اخراج استادان معترض دانشگاه، تعدادی از تشکل‌های دانشجویی در بیانیه‌هایی به این موضوع اعتراض کرده و هشدار دادند که دانشگاه به محاصره دستگاه‌های امنیتی حکومت درآمده است. پیشتر از این نیز شوراهای صنفی دانشجویان کشور این اخراج و تعلیق استادان را بخشی از یک پروژه بزرگ «تصفیه دانشگاه‌ها در سراسر کشور» خوانده بود.

#### ۲۰ شهریور
به موازات موج اخراج استادان و صدور احکام «تعلیق از تحصیل» برای دانشجویان معترض، گزارش‌ها حاکی از لغو کردن مجوز و مانع شدن از فعالیت شماری از تشکل‌های دانشجویی در دانشگاه‌های مختلف ایران است. در تازه‌ترین این اقدامات، مقام‌های دانشگاه علامه تهران علاوه بر لغو مجوز «انجمن دانشجویی آزاداندیش» این دانشگاه، دفتر این انجمن در دانشکده اقتصاد را نیز تصرف و تخلیه کردند.

#### ۲۳ شهریور
شوراهای صنفی دانشجویان کشور اعلام کرد، حداقل پانزده دانشجوی دانشگاه بیرجند به مدت یک ترم از تحصیل محروم شدند. گفته می‌شود، هیچ‌یک از دانشجویان تا زمان مواجهه با احکام صادره، از تشکیل پرونده انضباطی برای آنها بی اطلاع بوده‌اند.

#### ۲۴ شهریور
نهادهای حکومتی به منظور جلوگیری از اعتراضات، بیش از ۳۱۲۶ دانشجو و ۳۱ استاد دانشگاه را به دلیل رویه انتقادی آنها از حکومت از جمله همراهی با اعتراضات و اعتصابات و تظاهرات مسالمت آمیز در یکسال اخیر، به تنبیه‌هایی مانند ممنوعیت از ورود به دانشگاه، احضار، محرومیت از تحصیل و اخراج، محکوم کرده‌اند.

#### ۱ مهر
دانشجویان معترض در دانشگاه‌های تهران، دانشگاه بهشتی، دانشگاه الزهرا، دانشگاه علامه طباطبایی، دانشگاه خواجه نصیرالدین طوسی، دانشگاه تربیت مدرس و دانشگاه هنر تهران در پایتخت، در کنار دانشجویان دانشگاه هنر اصفهان، دانشگاه نوشیروانی بابل، دانشگاه فردوسی مشهد، دانشگاه یزد، دانشگاه چمران اهواز، دانشگاه اصفهان و دانشگاه گیلان، طی صدور بیانیه مشترکی با عنوان «ما بازمی‌گردیم» نوشتند: «در سال گذشته ما دانشجویان همگام با دیگر اقشار مردم ایران صدای اعتراض به ستم و استبداد را در دانشگاه‌ها بلند کردیم و با همرزمان خود در خیابان‌ها پیمان مقاومت بستیم. قیمت این پیمان و ایستادگی برای ما البته که زیاد و دستاوردهای آن ماندگار بود؛ بازداشت، اخراج، تعلیق و تهدیدها بود، اما بعد از گذشت این یک‌سال باور داریم که به نقطه‌ای رسیده‌ایم که رو به جلو قدم در راهی بی‌بازگشت نهاده‌ایم که در بین همه ما دانشجویان تبدیل به آگاهی‌ای همگانی ما شده است.» هم‌زمان، گروهی از دانشجویان دانشکده هنرهای زیبا و دانشگاه هنر تهران نیز طی صدور بیانیه‌ای مشترکی در آغاز سال تحصیلی جدید، ضمن محکوم کردن سرکوب دانشجویان نوشتند: «با صدای بلند اعلام می‌کنیم که آن‌ها، آرزوی سکوت و انفعال دانشگاه و ما دانشجویان را به گور خواهند برد.»

#### ۶ مهر
موج جدید فشار بر دانشجویان در ارتباط با حجاب اجباری همزمان با شروع سال تحصیلی ادامه دارد. به عنوان مثال سیگار، کفش چکمه ساق بلند با پاشنه و آرایش توسط دانشجویان از جمله مواردی است که در آیین‌نامه انضباطی دانشگاه علامه‌طباطبائی مربوط به سال تحصیلی ۱۴۰۲–۱۴۰۳ ممنوع اعلام شده است. همچنین در این آیین‌نامه، بر روی «رعایت موازین شرعی در ارتباط با نامحرم» تأکید شده و پوشیدن شال و کلاه بدون روسری یا مقنعه و پوشیدن روسری کوتاه ممنوع شده است.

#### ۱۷ مهر
حکم اخراج متین فرامرزپور، دانشجوی مهابادی توسط کمیته انضباطی دانشگاه فردوسی مشهد، به صورت شفاهی به او ابلاغ گردید. این دانشجو به دلیل امتناع از پذیرش اعتراف اجباری اخراج شده است.

#### ۱۹ مهر
بنابر گزارش «خبرنامه امیرکبیر» همزمان با شروع هفته سوم شروع کار دانشگاه‌ها، موج جدید برخوردهای امنیتی آغاز شده است و حداقل ۵۰ دانشجو به دفتر کمیته انضباطی این دانشگاه احضار شدند. در همین رابطه در گزارش کانال اطلاع‌رسانی روابط عمومی «دانشجویان متحد» نیز آمده است که سوم مهرماه «حراست» دانشگاه تهران مانع ورود دانشجویان با روسری شده و اعلام کرده است که برای ورود، دانشجویان «ملزم به پوشیدن مقنعه و مانتو تا پایین زانو هستند.»

#### ۲۱ مهر
یک دانشجوی بلوچ به نام عمران گرگیج ۲۲ ساله رشته کامپیوتر اهل زاهدان، توسط نیروهای امنیتی جمهوری اسلامی ایران دستگیر شد. بازداشت عمران، پس از برگشت از مصلی زاهدان و در مسیر خانه توسط نیروهای امنیتی شده است.

#### ۲۸ مهر
آرمیتا پاویر، فعال دانشجویی و از بازداشت‌شدگان اعتراضات سراسری ۱۴۰۱ از جانب دستگاه قضایی و نهادهای امنیتی جمهوری اسلامی ایران، جهت اخذ اعتراف اجباری تحت فشار شدید قرار دارد. این دانشجو یک ماه پیش برای بار دوم توسط نیروهای امنیتی بازداشت گردید.

#### ۲۴ مهر
در گزارش شوراهای صنفی دانشجویان کشور آمده است که در دانشگاه علامه طباطبایی حداقل ۲۰ نفر از زنان دانشجو که در دانشکده علوم اجتماعی این دانشگاه تحصیل می‌کنند، از مأموران حراست نامه‌های تهدید دریافت کرده‌اند.

#### ۲۹ مهر
دانشجوی کُرد و اهل سنندج به نام محمد عبداللهی پور توسط نیروهای امنیتی بازداشت گردید.

#### ۱ آبان
کانال دانشجویان پیشرو در مورد برخورد خشونت‌آمیز نیروهای حراست دانشگاه علامه با دانشجویان دختر این دانشگاه گزارش داد که نیروهای حراست این دانشگاه، به بهانه عدم رعایت حجاب احباری، یک دختر دانشجوی دانشکده ادبیات این دانشگاه را مورد حمله و «ضرب و شتم» قرار دادند.

#### ۳ آبان
هستی امیری و ضیاء نبوی، دانشجویان معترض به مسمومیت‌های سریالی در مدارس دخترانه ایران، در دادگاه تجدیدنظر به یکسال زندان محکوم شدند. مسمومیت‌های سریالی دانش‌آموزان از روزهای اولیه آذر ۱۴۰۱ در قم شروع شد و به سراسر ایران تسری پیدا کرد و مسئولان تأیید کردند که این حملات «عمدی» بوده است.

#### ۴ آبان
خبرنامه امیرکبیر، نزدیک به فعالان دانشجویی دانشگاه صنعتی امیرکبیر، گزارش داد که نیروهای حراست در بیرون این دانشگاه از جمله در کافه‌های اطراف نیز با دانشجویان بدون حجاب اجباری کنتاکت کرده و «کارت دانشجویی» آنها را ضبط می‌کنند.

#### ۷ آبان
- به گفته مدیر روابط عمومی دانشگاه علوم پزشکی زنجان: «به دنبال مسمومیت دانش‌آموزان در هنرستان دخترانه کوثر در شهر زنجان، تعدادی از دانش‌آموزان به بیمارستان موسوی، و شماری دیگر به بیمارستان ولیعصر، یک دانش‌آموز به بیمارستان امام حسین و یک دانش‌آموز به بیمارستان ولیعصر زنجان اعزام شدند.»[۴۵]
- آرمیتا گراوند با تدابیر شدید امنیتی در بهشت زهرای تهران به خاک سپرده شد.[۴۶] شماری از شرکت‌کنندگان از جمله نسرین ستوده دستگیر شدند.[۴۶] بسیاری از شخصیت‌های سیاسی، فرهنگی و فعالان اجتماعی مرگ آرمیتا را «قتل حکومتی» می‌دانند.[۴۷] تنها ساعاتی پس از خبر درگذشت آرمیتا، نام او در شبکه اجتماعی اکس به ترند جهانی تبدیل شد[۴۷] کاخ سفید در مورد جان‌باختن آرمیتا نوشت: «این خشونت علیه مردم حکایت از «شکنندگی رژیم» دارد»[۴۸]

#### ۱۰ آبان
تعدادی از دانش‌آموزان مدرسه دخترانه روستای «رسول‌آباد بغدانیه» تابع شهرستان ایرانشهر، در استان سیستان و بلوچستان بر اثر استنشاق گازهای سمی دچار مسمومیت شدند. متعاقباً این دانش‌آموزان با چند آمبولانس به مراکز درمانی انتقال داده شدند. بعد از این حمله شیمیایی، نیروهای نظامی به پدر و مادر بچه‌ها و اهالی روستا اجازه نزدیک شدن به مدرسه را ندادند.

#### ۱۷ آبان
بر پایه حکم کمیته مرکزی وزارت بهداشت، مهدی هادی‌زاده و همسرش مطهره گونه‌ای، دانشجویان معترض دانشگاه علوم پزشکی تهران، گونه‌ای به ۲۴ ماه محرومیت از تحصیل و هادی‌زاده به یک سال منع تحصیل و همچنین هر دو آنها به تغییر محل تحصیل از تهران به دانشگاه علوم پزشکی اردبیل محکوم شدند.

#### ۱ آذر
گروهی از دانشجویان معترض دانشکده روان‌شناسی دانشگاه بهشتی در این دانشگاه اعتصاب کردند. همچنین گروهی از دانشجویان معترض دانشکده کامپیوتر دانشگاه شریف به پشتیبانی از دانشجویان دانشگاه بهشتی در این دانشگاه، دست به اعتصاب زدند.

#### ۱۵ آذر
گروهی از فعالان دانشجویی دانشگاه تربیت مدرس در آستانه ۱۶ آذر در بیانیه‌ای اعلام کردند که «امسال در شرایطی به استقبال روز دانشجو می‌رویم که دانشگاه یکی از سیاه‌ترین روزهایش را در تاریخ ایران تجربه می‌کند.» در این بیانیه از سرکوب‌گران دانشجویان «شعبان‌بی‌مخ‌هایی» نام برده شده است که زمانی هم‌دست کودتاچیان بودند و روزی دیگر شاعران و روشنفکران را «سلاخی» کرده‌اند و امروز «کت‌وشلوار پوشیده و لقب دکتر گرفته و به مدیر دانشگاهی تبدیل شده‌اند.»

#### ۲۵ آذر
مهدی هادیزاده، دبیر رسانه اسبق انجمن اسلامی دانشجویان دانشگاه تهران به ۱۲ ماه تعلیق از تحصیل و مطهره گونه‌ای دبیر سیاسی سابق انجمن اسلامی دانشجویان دانشگاه علوم پزشکی تهران، به ۲۴ ماه تعلیق محکوم شدند. همچنین فاطمه غریبی دبیر آموزش اسبق انجمن اسلامی دانشگاه تهران و کیان بنی‌هاشمی، قائم مقام سابق انجمن اسلامی دانشجویان دانشگاه تهران به مدت دو نیم سال به محرومیت از تحصیل با احتساب سنوات محکوم شدند. انجمن اسلامی دانشجویان دانشگاه تهران و علوم پزشکی تهران» می‌گوید مهدی هادیزاده و مطهره گونه‌ای علاوه بر تعلیق از تحصیل به «تغییر محل تحصیل از دانشگاه علوم پزشکی تهران به دانشگاه علوم پزشکی اردبیل نیز محکوم شده‌اند

#### ۲۹ آذر
- آرمیتا پاویر، فعال معترض دانشجویی که زندانی است، به اتهام «فعالیت تبلیغی علیه نظام» به پانزده ماه و یک روز و به اتهام «توهین به رهبری» به هفت ماه و شانزده روز حبس تعزیری محکوم شد.[۵۵]
- دانشجویان دانشکده ریاضی دانشگاه بهشتی در اعتراض به تعطیل شدن بوفه با تعطیل کردن کلاس‌هایشان دست به اعتراض و تحصن زدند. متعاقباً مأموران حراست با خشونت کلامی و بدنی کارت دانشجویی چند تن از دانشجویان را ضبط کردند. همچنین چند تن از دانشجویان را نیز از ورود به دانشگاه و خوابگاه آنها منع نمودند.[۵۶]
- خشایار سفیدی، دانشجوی دانشگاه هنر تهران که پیشتر توسط کمیته انضباطی به منع یک ترم از تحصیل محکوم شده بود، از دانشگاه اخراج شد.[۵۷]

#### ۴ دی
گزارش منابع خبری حاکی از این است که دانش آموزان به درس‌های ایدئولوژیک دینی و سیاسی علاقه ندارند. در همین رابطه برخی از معلمان مدارس تهران معتقدند که برخلاف سال‌های گذشته دانش‌آموزان ترس و اضطراب ندارند و حرف‌های خودشان را می‌زنند.

#### ۶ دی
بنابر گزارش منابع خبری و حقوق بشری ارژنگ مرتضوی یک دانشجوی معترض دانشگاه خوارزمی در دادگاه توسط انقلاب اسلامی کرج به زندان و محرومیت از بعضی حقوق اجتماعی محکوم شد. به گزارش خبرگزاری هرانا، این دانشجو به اتهام «تبلیغ علیه نظام جمهوری اسلامی» به این مجازات‌ها محکوم شده است.

#### ۱۹ دی
نیروهای امنیتی جمهور اسلامی پس از مراجعه به منزل شخصی یکی از دانشجویان دانشگاه تهران به نام محمد شباهتی وی را دستگیر کردند. این دانشجو در فروردین ۱۴۰۲ نیز توسط کمیته انضباطی این دانشگاه برای دو ترم از تحصیل محروم شد.

#### ۲۸ دی
جمعی از گروه‌های دانشجویی معترض از دانشگاه‌های تهران، کردستان، اورمیه و اصفهان و همچنین تشکل «دانشجویان پیشرو» طی صدور بیانیه‌ای از اعدام‌ها در هفته‌های اخیر انتقاد کردند. آنها در این بیانیه اعلام کردند: «اعدام را تحمل نمی‌کنیم… حکومت اعدامی را نابود خواهیم کرد.» آنها یکی از روش‌های مقابله با اعدام را «اعتراض» دانستند و اضافه کردند که ما دانشجویان و تشکل‌های دانشجویی مانند همیشه اعلام می‌کنیم که در این اعتراضات از خانواده‌های محکومان به اعدام حمایت می‌کنیم.

#### ۲۳ بهمن
به دنبال اخراج یکی از استادان دانشگاه بهشتی به نام احمد شکرچی، گروهی از دانشجویان این دانشگاه بیانیه اعتراضی منتشر کردند. متعاقباً دانشجویانی که این بیانیه را امضا کرده بودند به همراه پدر و مادرشان به حراست دانشگاه فراخوانده شدند.